# Université Massey
L’université Massey est une université publique de Nouvelle-Zélande fondée en 1927.
Elle compte plus de 34 000 étudiants.
Les campus de l'université sont situés à Palmerston North (sites à Turitea et Hokowhitu), Wellington (dans la banlieue de Mount Cook) et Auckland (à Albany).

## Personnalités liées à l'université

### Étudiants
- Alicia Hoskin (née en 2000), kayakiste, double championne olympique en 2024.